# Borša (hrad)
Borša je zaniklý hrad, na jehož místě byl postaven v 16. století zámeček. Hrad se nachází v obci Borša. Původně se jednalo pravděpodobně o vodní hrad.

## Historie
Pravděpodobně po tatarském vpádu zde dal postavit Béla IV. vodní hrad. Hrad byl kamenný a jeho historie není známa. Písemné dokumenty jen napovídají, že hrad byl v držení několika rodů (Perínové, Polónyové, Lórantffyové, Rákócziové). Ve druhé polovině 16. století byl na jeho místě postaven zámeček, s využitím kamenných zdiv hradu.

## Současný stav
Teoreticky by hrad mohl být na jižní straně hlavního objektu. Naznačují to odkryté základy, ve kterých se rýsuje kruhová stopa po věži. Stejně však může být ukryt i v mohutném rohovém rizalitu na severní straně, i když ten byl budován spíše na obranu zámečku. Před starší částí zámečku je stopa po příkopu, který mohl rovněž sloužit ještě vodnímu hradu.